# Équipe d'Allemagne de football au Championnat d'Europe 2004

L'équipe d'Allemagne de football participe à son 9e championnat d'Europe lors de l'édition 2004 qui se tient au Portugal du 12 juin 2004 au 4 juillet 2004. Les Allemands se trouvent dans le groupe D et ils sont éliminés en phase de poule en se classant avant-derniers.

## Phase qualificative
La phase qualificative est composée de dix groupes. Les dix vainqueurs de poule sont directement qualifiés et les dix deuxièmes s'affrontent en barrages d'où ressortent cinq vainqueurs. Ces quinze équipes disputent l'Euro 2004 et ils accompagnent le Portugal, qualifié d'office en tant que pays organisateur. L'Allemagne termine 1re du groupe 5.
| Rang | Équipe     | Pts | J | G | N | P | Bp | Bc | Diff |  | Résultats (▼ dom., ► ext.) |     |     |     |     |     |
| ---- | ---------- | --- | - | - | - | - | -- | -- | ---- |  | -------------------------- | --- | --- | --- | --- | --- |
| 1    | Allemagne  | 18  | 8 | 5 | 3 | 0 | 13 | 4  | +9   |  | Allemagne                  |     | 2-1 | 3-0 | 1-1 | 2-1 |
| 2    | Écosse     | 14  | 8 | 4 | 2 | 2 | 12 | 8  | +4   |  | Écosse                     | 1-1 |     | 2-1 | 1-0 | 3-1 |
| 3    | Islande    | 13  | 8 | 4 | 1 | 3 | 11 | 9  | +2   |  | Islande                    | 0-0 | 0-2 |     | 3-0 | 2-1 |
| 4    | Lituanie   | 10  | 8 | 3 | 1 | 4 | 7  | 11 | -4   |  | Lituanie                   | 0-2 | 1-0 | 0-3 |     | 2-0 |
| 5    | Îles Féroé | 1   | 8 | 0 | 1 | 7 | 7  | 18 | -11  |  | Îles Féroé                 | 0-2 | 2-2 | 1-2 | 1-3 |     |

## Phase finale

### Phase de groupe
| Groupe D |           |     |   |   |   |   |    |    |      |
|          | Équipe    | Pts | J | G | N | P | Bp | Bc | Diff |
| 1        | Tchéquie  | 9   | 3 | 3 | 0 | 0 | 7  | 4  | +3   |
| 2        | Pays-Bas  | 4   | 3 | 1 | 1 | 1 | 6  | 4  | +2   |
| 3        | Allemagne | 2   | 3 | 0 | 2 | 1 | 2  | 3  | -1   |
| 4        | Lettonie  | 1   | 3 | 0 | 1 | 2 | 1  | 5  | -4   |

| 15 juin | Allemagne | 1 | 1 | Pays-Bas |
| 15 juin | Tchéquie  | 2 | 1 | Lettonie |
| 19 juin | Allemagne | 0 | 0 | Lettonie |
| 19 juin | Pays-Bas  | 2 | 3 | Tchéquie |
| 23 juin | Pays-Bas  | 3 | 0 | Lettonie |
| 23 juin | Allemagne | 1 | 2 | Tchéquie |

| 15 juin 2004                      | Allemagne  | 1 – 1 | Pays-Bas           | Estádio do Dragão, Porto                      |                                               |
| 19:45 · Historique des rencontres | Frings 30e |       | van Nistelrooy 81e | Spectateurs : 48 197 Arbitrage : Anders Frisk | Spectateurs : 48 197 Arbitrage : Anders Frisk |
| 19:45 · Historique des rencontres | (Report)   |       |                    | Spectateurs : 48 197 Arbitrage : Anders Frisk | Spectateurs : 48 197 Arbitrage : Anders Frisk |

| 19 juin 2004                      | Lettonie | 0 – 0 | Allemagne | Estádio do Bessa XXI, Porto                 |                                             |
| 17:00 · Historique des rencontres |          |       |           | Spectateurs : 22 344 Arbitrage : Mike Riley | Spectateurs : 22 344 Arbitrage : Mike Riley |
| 17:00 · Historique des rencontres | (Report) |       |           | Spectateurs : 22 344 Arbitrage : Mike Riley | Spectateurs : 22 344 Arbitrage : Mike Riley |

| 23 juin 2004                      | Allemagne   | 1 – 2 | Tchéquie              | Estádio José Alvalade, Lisbonne              |                                              |
| 19:45 · Historique des rencontres | Ballack 21e |       | Heinz 30e · Baroš 77e | Spectateurs : 46 849 Arbitrage : Terje Hauge | Spectateurs : 46 849 Arbitrage : Terje Hauge |
| 19:45 · Historique des rencontres | (Report)    |       |                       | Spectateurs : 46 849 Arbitrage : Terje Hauge | Spectateurs : 46 849 Arbitrage : Terje Hauge |

## Effectif
Sélectionneur : Rudi Völler
| No. | Pos.      | Joueur                 | Date de naissance et âge | Sélec. | Club              |
| --- | --------- | ---------------------- | ------------------------ | ------ | ----------------- |
| 1   | Gardien   | Oliver Kahn            | 15 juin 1969             |        | Bayern Munich     |
| 2   | Défenseur | Andreas Hinkel         | 26 mars 1982             |        | VfB Stuttgart     |
| 3   | Défenseur | Arne Friedrich         | 29 mai 1979              |        | Hertha Berlin     |
| 4   | Défenseur | Christian Wörns        | 10 mai 1972              |        | Borussia Dortmund |
| 5   | Défenseur | Jens Nowotny           | 11 janvier 1974          |        | Bayer Leverkusen  |
| 6   | Défenseur | Frank Baumann          | 29 octobre 1975          |        | Werder Brême      |
| 7   | Milieu    | Bastian Schweinsteiger | 1er août 1984            |        | Bayern Munich     |
| 8   | Milieu    | Dietmar Hamann         | 27 août 1973             |        | Liverpool         |
| 9   | Attaquant | Fredi Bobić            | 30 octobre 1971          |        | Hertha Berlin     |
| 10  | Attaquant | Kevin Kurányi          | 2 mars 1982              |        | VfB Stuttgart     |
| 11  | Attaquant | Miroslav Klose         | 9 juin 1978              |        | Kaiserslautern    |
| 12  | Gardien   | Jens Lehmann           | 10 novembre 1969         |        | Arsenal           |
| 13  | Milieu    | Michael Ballack        | 26 septembre 1976        |        | Bayern Munich     |
| 14  | Attaquant | Thomas Brdarić         | 23 janvier 1975          |        | Hanovre 96        |
| 15  | Milieu    | Sebastian Kehl         | 13 février 1980          |        | Borussia Dortmund |
| 16  | Milieu    | Jens Jeremies          | 5 mars 1974              |        | Bayern Munich     |
| 17  | Défenseur | Christian Ziege        | 1er février 1972         |        | Tottenham         |
| 18  | Milieu    | Fabian Ernst           | 30 mai 1979              |        | Werder Brême      |
| 19  | Milieu    | Bernd Schneider        | 17 novembre 1973         |        | Bayer Leverkusen  |
| 20  | Attaquant | Lukas Podolski         | 4 juin 1985              |        | FC Cologne        |
| 21  | Défenseur | Philipp Lahm           | 11 novembre 1983         |        | VfB Stuttgart     |
| 22  | Milieu    | Torsten Frings         | 22 novembre 1976         |        | Borussia Dortmund |
| 23  | Gardien   | Timo Hildebrand        | 5 avril 1979             |        | VfB Stuttgart     |

## Navigation